# شویرادوو-زدروی
شویرادوو-زدروی (به لهستانی:  Świeradów-Zdrój) یک منطقهٔ مسکونی در لهستان است که در شهرستان لوبانگ واقع شده‌است. شویرادوو-زدروی ۲۰٫۷۲ کیلومتر مربع مساحت و ۴٬۵۵۴ نفر جمعیت دارد.